# Судоходность
Водоём, например река, канал или озеро, является судоходным, если он достаточно глубок и широк для прохождения судов и не имеет препятствий таких, как скалы, деревья и низкие мосты.
Очень высокая скорость воды может сделать пролив несудоходным. Судоходность также зависит от размера судна: малые реки могут быть несудоходны для грузового судна, но судоходны для небольших судов: плоскодонок, моторных лодок или байдарок.
Воды в верхних широтах могут быть несудоходны зимой в связи с замерзанием воды. 
Многие реки могут быть судоходными очень короткий период (2-3 недели), во время весеннего паводка. 
Некоторые реки могут иметь несколько судоходных участков, которые могут быть разделены различными препятствиями, естественными и искусственными (например, Западная Двина (Даугава), судоходная в верхнем (белорусский и российский участки) и нижнем течении (25-км латвийский участок) от плотины Рижской ГЭС до устья; среднее течение также «рассечено» Плявиньским и Кегумским гидроузлами, которые не имеют судопропускных сооружений). Следовательно, водоём считается судоходным или несудоходным в зависимости от контекста.
Следует иметь в виду, что в разные исторические периоды существовали различные критерии «судоходности» рек. Например, используемый для «сплавного» судоходства в XIX веке верхний участок реки Оки совершенно не используется в наше время.
Мелководные (несудоходные, в своём естественном состоянии) реки могут быть превращены в судоходные путём сооружения системы низконапорных гидроузлов со шлюзом, которые увеличивают и регулируют глубину водоёма.
Этот способ является основным для улучшения судоходных условий на реках.
Практически все судоходные реки Западной Европы шлюзованы.
В России протяжённость шлюзованных участков (в классическом понимании) судоходных рек очень мала. Это Москворецко-Окская, Цнинско-Мокшинская, Тезянская, Северско-Донецкая и Манычская шлюзованные системы. Шлюзованным является нижний участок реки Дон. Участки рек, входящие в Волжский и Камский и др. каскады гидроузлов, сооружение которых повлекло за собой затопление больших территорий, тоже можно считать шлюзованными.